# Jean-Louis Le Moigne
Jean-Louis Le Moigne é um filósofo francês.